# Milon IV du Puiset
Ne pas confondre avec les comtes de Bar-le-Duc
Milon IV de Bar (c. 1170 - 1219) est le dernier comte de Bar-sur-Seine et est également vicomte de Chartres. Il est le fils de Hugues IV du Puiset, à qui il succède, et de Pétronille de Bar-sur-Seine.

## Biographie
En 1198, il affranchit les habitants de Bar-sur-Seine et leur permet de s'ériger en commune. Jusqu'alors soumis à la mainmorte, ils pourraient transmettre les patrimoines à tous leurs enfants, y compris leurs filles. Mais pour une raison inconnue, cette décision ne sera jamais appliquée. Les habitants seront en effet toujours serfs en 1227.
En 1204, il sert sous le roi de France Philippe-Auguste lors du siège de Rouen et est un des seigneurs qui garantissent la capitulation du roi d'Angleterre Jean sans Terre le 1er juin.
Vers 1209, il participe à la Croisade des albigeois et est présent au siège de Béziers ainsi qu'à celui de Carcassonne.
En 1212, il concourt avec les plus grands seigneurs champenois à l'ordonnance de Champagne de 1212 sur le règlement de succession des fiefs et sur les duels.
En 1215, lors de la guerre de succession de Champagne, il fait avec Blanche de Navarre, comtesse de Champagne, et avec son fils Thibaut, un traité par lequel ils s'engagent à se protéger mutuellement contre Érard de Brienne et sa femme Philippa de Champagne.
En 1217, il décide de prendre part à la cinquième Croisade et commence à prendre ses dispositions et fait son testament dans lequel il lègue aux Templiers une rente de 30 livrées de terre à prendre sur ses domaines de Bar-sur-Seine. Il confie également pendant son absence l'administration de son comté à sa femme Hélisende de Joigny.
En 1218, il part en Terre sainte accompagné de son fils et de ses beaux-fils Jean II d'Arcis et Guy d'Arcis et combattent ensemble au siège de la Tour du Phare en Égypte puis au siège de Damiette où il trouve la mort le 17 août 1219 peu après son fils Gaucher et du maître de l'ordre du Temple Guillaume de Chartres.

## Mariage et enfants
Avant 1198, il épouse Hélisende de Joigny, veuve de Jean de Montréal, seigneur d'Arcis-sur-Aube, et fille de Renard IV, Comte de Joigny et de Adela de Nevers, dont il a plusieurs enfants :
- Hugues du Puiset, mort jeune vers fin 1199 ;
- Gaucher du Puiset, décédé aux côtés de son père au siège de Damiette le 30 juillet 1219. Il avait épousé Elisabeth de Courtenay (remariée en secondes noces avec Eudes, Seigneur de Montagu) ;
- Une fille qui serait devenue religieuse à l'abbaye du Paraclet ;
- Certains historiens du XIXe siècle ont mentionné Guillaume de Chartres, quatorzième maître de l'Ordre du Temple comme étant son fils mais c'est probablement une erreur.

## Armoiries
Il existe une représentation de ses armoiries dans la cinquième salle des Croisades du château de Versailles. Comme d'autres, celle-ci est peut-être erronée. À l'époque, n'ayant pas trouvé de documents (chartes, sceaux...) sur lesquels s'appuyer, les historiens lui ont attribué celles du comté de Bar-sur-Seine telles qu'elles étaient peu avant la révolution française (Gouvernement de Bourgogne) avec pour seule différence la couleur des barbeaux. Compte tenu que son fils portait encore des armes issues de la famille du Puiset, le doute est permis quant à l'authenticité de cette attribution.

## Rattachement du comté de Bar-sur-Seine au comté de Champagne
Après le décès de Milon sans héritier direct, sa succession est partagée entre sa nièce Laure du Puiset (fille de Helvis du Puiset) et Pétronille de Bar-sur-Seine (fille de Thibaut de Bar-sur-Seine et donc nièce de Milon III de Bar-sur-Seine).
En 1223, Laure du Puiset et son époux Pons de Cuiseaux vendent leur part du comté de Bar-sur-Seine à Thibaut IV de Champagne et Pétronille en fait autant peu de temps après.
En août 1225, la veuve de Milon, Hélisende de Joigny, vend à son tour à Thibaut son douaire de Bar-sur-Seine, mais garde, sans doute à titre honorifique, son titre de comtesse de Bar-sur-Seine. Elle vécut au moins jusqu'en 1230.
Le comté de Bar-sur-Seine fut ainsi rattaché celui de Champagne, mais ses habitants étaient toujours sous le joug de la servitude. Thibaut IV affranchi la ville, ainsi que toute la chapellenie, dans une charte d'avril 1227, confirmée par une seconde charte de 1231.
En 1284, le comté de Bar-sur-Seine fut rattaché avec celui de Champagne au royaume de France par le mariage de Jeanne Ire de Navarre, dernière comtesse de Champagne, avec Philippe IV le Bel, futur roi de France.
En 1435, le comté de Bar-sur-Seine fut rattaché au duché de Bourgogne par le traité d'Arras.

## Sources
- Louis Douët d'Arcq, Collection de sceaux, t. I, 1863, 744 p. (lire en ligne), « Tableau systématique de la collection des sceaux des archives de l'Empire », p. 465, également disponible sur Google Livres.
- William Duckett (Fils), Dictionnaire de la conversation et de la lecture, t. III, Firmin Didot, 1860, 2e éd. (lire en ligne), p. 707.
- Lucien Coutant, Histoire de la ville et de l'ancien comté de Bar-sur-Seine, 1854, 476 p. (lire en ligne), p. 389-396.
- Ernest de Buchère de Lépinois, Histoire de Chartres, vol. 1, Garnier, 1854, 664 p. (lire en ligne).
- Galeries historiques du palais de Versailles, vol. 6, 1840 (lire en ligne), chap. 1, p. 440.
- Jean-Joseph Expilly, Dictionnaire géographique, historique et politique des Gaules et de la France, t. I, Desaint et Saillant, 1762, 882 p. (lire en ligne), p. 452.
- Marie Henry d'Arbois de Jubainville, Histoire des Ducs et Comtes de Champagne, 1865.